# Bahnhof Elephant & Castle

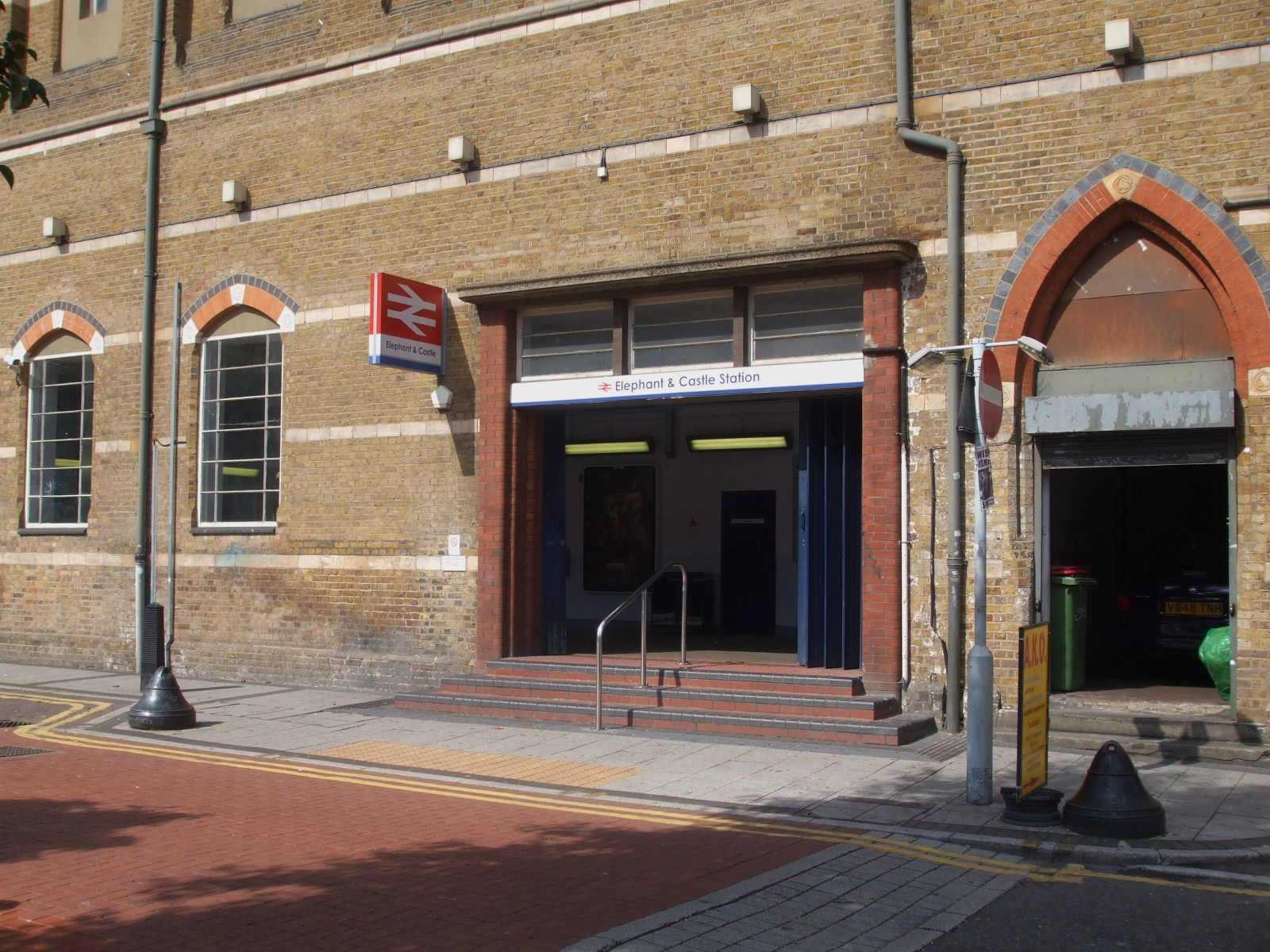
Zugang zum Bahnhof Elephant & Castle an der Elephant Road

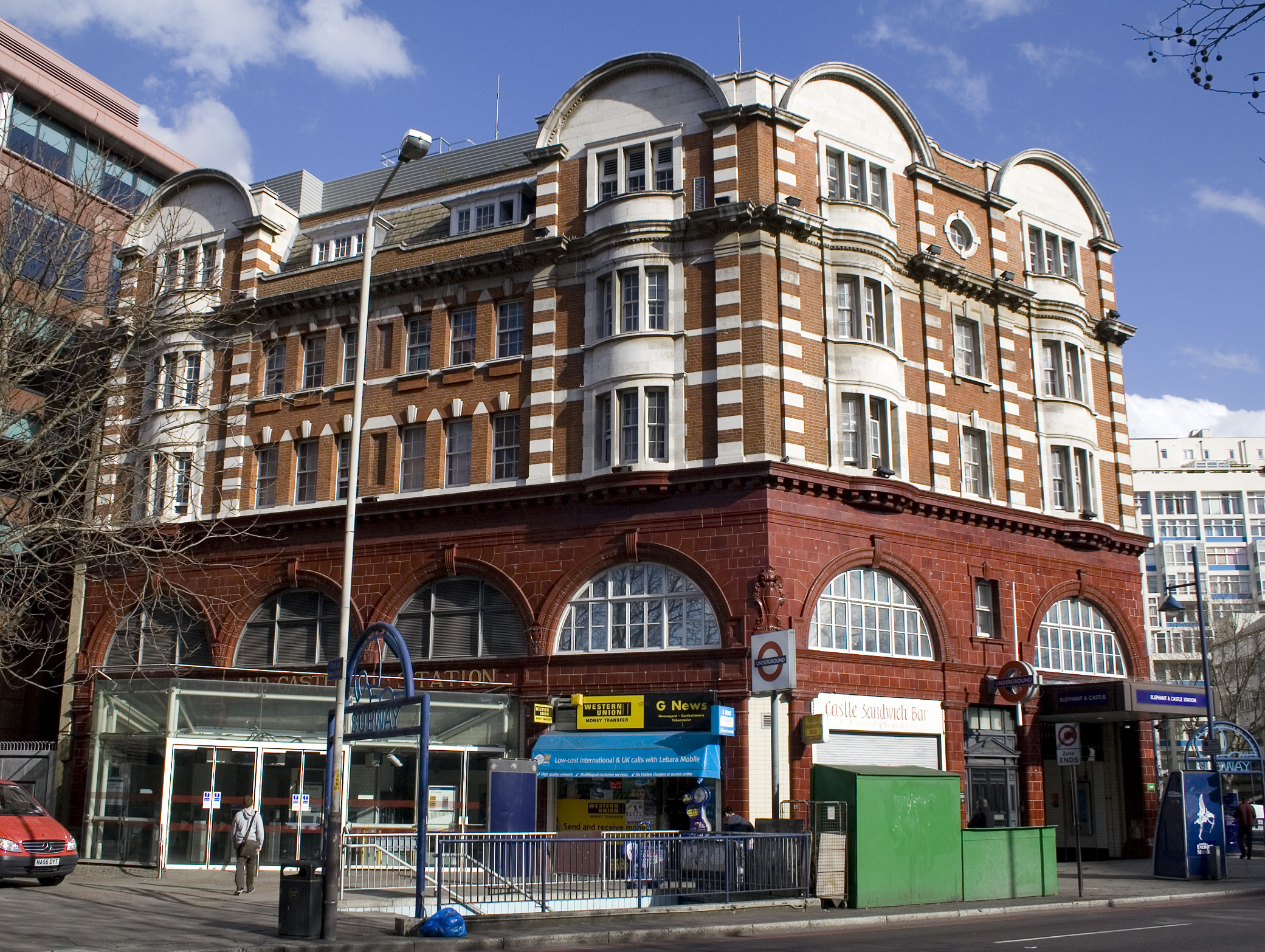
Stationsgebäude der Bakerloo Line

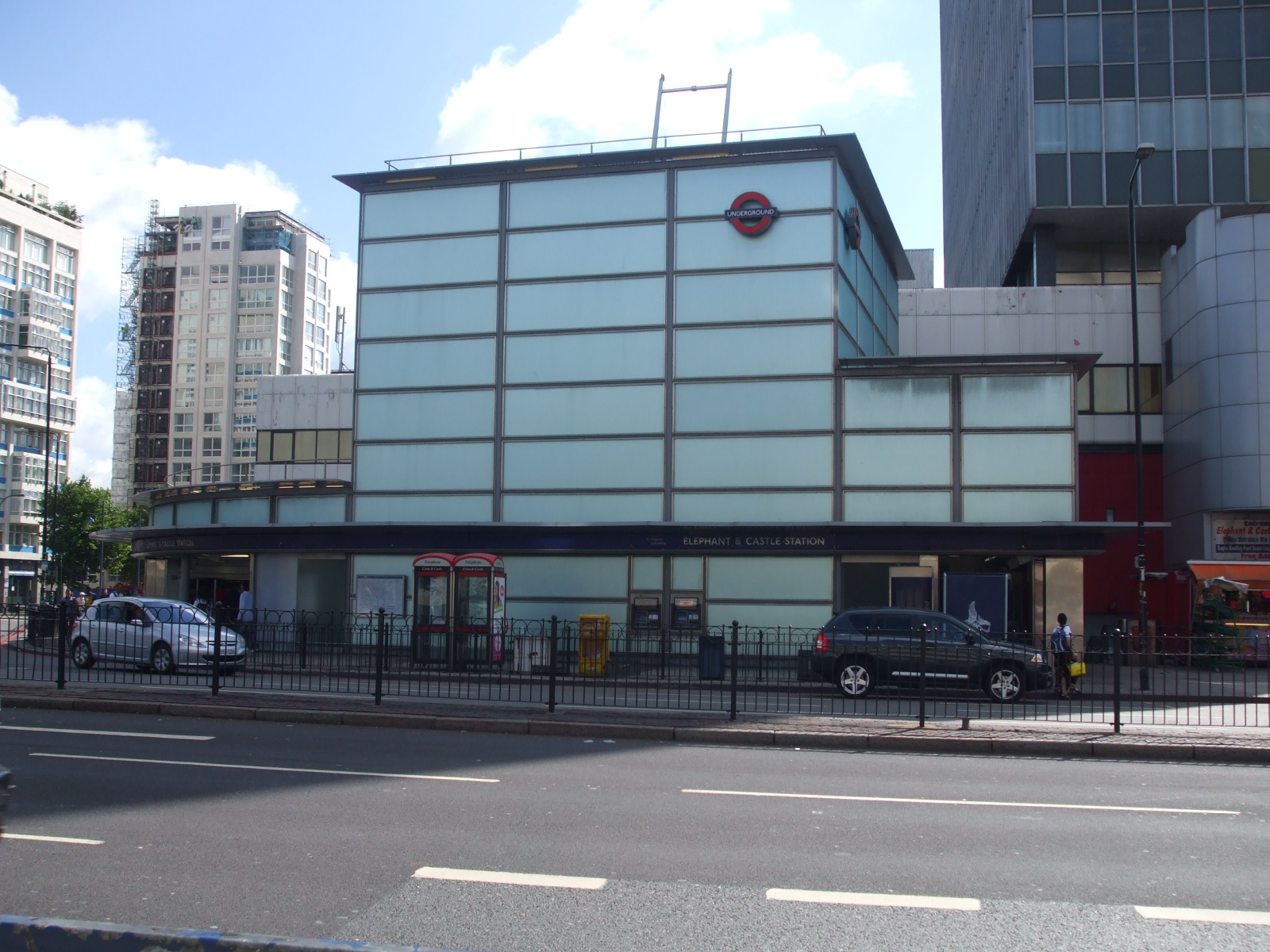
Stationsgebäude der Northern Line

Elephant & Castle ist der Name eines Verkehrsknotenpunktes im Londoner Stadtbezirk Southwark. Benannt ist er nach einem Pub, der sich an der Kreuzung von fünf Hauptstraßen befand. Der Knotenpunkt besteht aus einem Bahnhof der Eisenbahn, einem Stationskomplex der London Underground sowie Bushaltestellen. Er befindet sich an der Grenze der Travelcard-Tarifzonen 1 und 2.

## Anlage

### Eisenbahn
Der viergleisige Bahnhof befindet sich auf einem Viadukt und besitzt Eingänge an der Elephant Road sowie im Obergeschoss des Einkaufszentrums Elephant and Castle. Die Bahnsteige sind nur über Treppen erreichbar, nicht mit Aufzügen oder Rolltreppen. Der Umstieg von und zur Underground ist tariflich zulässig, obwohl dafür das Einkaufszentrum durchquert oder im öffentlichen Straßenraum umgangen werden muss.
Es halten zwei Bündel von Vorortlinien: Die Southeastern-Linie zwischen Blackfriars und Sevenoaks, sowie die Thameslink-Linien der Betreibergesellschaft Govia Thameslink Railway, die auch für das Bahnhofsmanagement verantwortlich ist.
Zur Hauptverkehrszeit fahren Züge zu folgenden Stationen:
- 2 pro Stunde nach London Blackfriars
- 2 pro Stunde nach Kentish Town
- 4 pro Stunde nach St Albans City
- 2 pro Stunde nach Sevenoaks
- 2 pro Stunde nach Orpington
- 4 pro Stunde nach Sutton, wovon 2 die dortige Ringbahn im Uhrzeigersinn via Mitcham Junction und 2 entgegen dem Uhrzeigersinn via Wimbledon befahren.
- 1 bis 2 zusätzliche Züge nach Ashford, Rochester, Orpington oder Dover Priory

### London Underground
Die U-Bahn-Station wird von der Northern Line und der Bakerloo Line bedient, die jeweils eigene Bahnsteiganlagen besitzen. Es gibt zwei Stationsgebäude, die etwa 100 Meter voneinander entfernt liegen. Der Zugang zu den Bahnsteigen erfolgt durch Aufzüge und schmale Wendeltreppen.

## Geschichte
Die London, Chatham and Dover Railway eröffnete den Bahnhof der Eisenbahn vorläufig am 6. Oktober 1862, dann dauerhaft im Februar 1863.
Die Station der Northern Line wurde am 18. Dezember 1890 durch die City and South London Railway (C&SLR) eröffnet. Sie war damals ein Teil der ersten elektrisch betriebenen U-Bahn der Welt. Die Eröffnung der Station der Bakerloo Line erfolgte am 5. August 1906 durch die damalige Baker Street and Waterloo Railway (BS&WR). Obwohl die Stationen von zwei verschiedenen Unternehmen gebaut worden waren, wurden sie am 10. August 1906 durch einen Fußgängertunnel miteinander verbunden.
In ihrer Bauweise glich die C&SLR-Station der heute noch existierenden Station Kennington. Sie wurde in den 1920er Jahren teilweise umgebaut, als man den darunter liegenden Tunnel zwecks Kapazitätserhöhung verbreiterte. In den 1960er Jahren musste das alte Gebäude dem Einkaufszentrum weichen, das seither das Erscheinungsbild des Platzes beherrscht. Im Dezember 2003 wurde ein neues modernes Stationsgebäude eröffnet. Die Station der BS&WR hingegen präsentiert sich mit ihren glasierten Terrakotta-Ziegeln noch fast wie in den Anfangsjahren und ist ein typisches Beispiel der Arbeit des Architekten Leslie Green.
Die Stationsgebäude wurden nach der Straßenkreuzung Elephant and Castle benannt, an der sich die St. George’s Road, die London Road, der Newington Causeway und die New Kent Road treffen. Sie wurde nach einem Pub benannt, der sich dort seit 1756 befand, im Laufe der Jahrhunderte mehrfach umgebaut bzw. erweitert, durch die Bombardierung Londons durch die Deutsche Luftwaffe beschädigt und im Zuge der Enttrümmerung nach dem Zweiten Weltkrieg 1959 abgerissen wurde. Seit 1966 befindet sich im Erdgeschoss eines Bürogebäudes an der Kreuzung ein moderner Pub, dessen Name an das historische Vorbild erinnern soll.
Im Rahmen einer angedachten Erweiterung der Bakerloo Line nach Lewisham würde die bestehende Endstation aufgegeben und durch eine neue Durchgangsstation abgelöst werden.
Am 28. Juni 2021 kam es in der Nähe zu einem Großbrand. Während des Feuers wurden mehrere Zugverbindungen unterbrochen und der Bahnhof evakuiert.